# Meistriliiga 2003
La Meistriliiga 2003 fu la 13ª edizione della massima serie del campionato di calcio estone conclusa con la vittoria del Flora Tallinn, al suo settimo titolo e terzo consecutivo.
Capocannoniere del torneo fu Tor Henning Hamre (Flora Tallinn), con 39 reti.

## Formula
Fu confermata la formula della stagione precedente: il numero di squadre rimase fermo ad otto e il torneo a fase unica. Furono disputati doppi turni di andata e ritorno, per un totale di 28 incontri per squadra: venivano assegnati tre punti per la vittoria, uno per il pareggio e zero per la sconfitta.
L'ultima classificata retrocedeva direttamente in Esiliiga, mentre la penultima giocava un play-off contro la seconda dell'Esiliiga 2003, con gare di andata e ritorno.

## Squadre partecipanti
| Club             | Città      | Stagione precedente                      |
| ---------------- | ---------- | ---------------------------------------- |
| Flora Tallinn    | Tallinn    | Campione d'Estonia                       |
| Kuressaare       | Kuressaare | 2° in Esiliiga, promosso dopo i play-off |
| Levadia Maardu   | Maardu     | 2° in Meistriliiga                       |
| Levadia Tallinn  | Tallinn    | 6° in Meistriliiga                       |
| Trans Narva      | Narva      | 4° in Meistriliiga                       |
| Tulevik Viljandi | Viljandi   | 5° in Meistriliiga                       |
| TVMK Tallinn     | Tallinn    | 3° in Meistriliiga                       |
| Valga            | Valga      | 1° in Esiliiga, promosso                 |

## Classifica finale
|                    | Pos. | Squadra          | Pt | G  | V  | N | P  | GF  | GS  | DR   |
| ------------------ | ---- | ---------------- | -- | -- | -- | - | -- | --- | --- | ---- |
| Estonia (bandiera) | 1.   | Flora Tallinn    | 76 | 28 | 24 | 4 | 0  | 105 | 21  | +84  |
|                    | 2.   | TVMK Tallinn     | 65 | 28 | 20 | 5 | 3  | 82  | 26  | +56  |
|                    | 3.   | Levadia Maardu   | 49 | 28 | 15 | 4 | 9  | 54  | 30  | +24  |
|                    | 4.   | Trans Narva      | 47 | 28 | 14 | 5 | 9  | 58  | 43  | +15  |
|                    | 5.   | Tulevik Viljandi | 30 | 28 | 8  | 6 | 14 | 44  | 56  | -12  |
|                    | 6.   | Levadia Tallinn  | 28 | 28 | 8  | 4 | 16 | 44  | 63  | -19  |
|                    | 7.   | Valga            | 17 | 28 | 3  | 8 | 17 | 25  | 63  | -38  |
|                    | 8.   | Kuressaare       | 5  | 28 | 1  | 2 | 25 | 11  | 121 | -110 |

### Spareggio promozione/retrocessione
| 12 novembre 2003                                                                       | Tervis Pärnu | 2 – 2                      | Valga |  |
| \| \| \| \| \| Valejev 24’ Savotškin 28’ \| Marcatori \| 10’ Raamat 37’ Tarassenkov \| |              |                            |       |  |
|                                                                                        |              |                            |       |  |
| Valejev 24’ Savotškin 28’                                                              | Marcatori    | 10’ Raamat 37’ Tarassenkov |       |  |

| 22 novembre 2003                                                          | Valga     | 3 – 0 | Tervis Pärnu |  |
| \| \| \| \| \| Antonov 33’ Tarassenkov 43’ Anniste 54’ \| Marcatori \| \| |           |       |              |  |
|                                                                           |           |       |              |  |
| Antonov 33’ Tarassenkov 43’ Anniste 54’                                   | Marcatori |       |              |  |

### Verdetti
- Flora Tallinn Campione d'Estonia 2003 e ammesso al primo turno preliminare di UEFA Champions League 2004-2005.
- Levadia Maardu e TVMK Tallinn ammessi al turno preliminare di Coppa UEFA 2004-2005.
- Trans Narva ammesso al primo turno di Coppa Intertoto 2004.
- Kuressaare retrocesso in Esiliiga.
- FC Valga salvo dopo i play-out.

### Levadia Maardu e Levadia Tallinn
Dopo la fine della stegione, il Levadia Maardu ha ceduto il proprio titolo sportivo al Levadia Tallinn, mentre l'omonima squadra è diventata la formazione riserve (Levadia Tallinn 2) e pertanto è stata retrocessa in Esiliiga.

## Classifica marcatori
| Pos | Nome                 | Club             | Gol |
| --- | -------------------- | ---------------- | --- |
| 1   | Tor Henning Hamre    | Flora Tallinn    | 39  |
| 2   | Andrei Krõlov        | TVMK Tallinn     | 22  |
| 3   | Ingemar Teever       | TVMK Tallinn     | 21  |
| 4   | Maksim Gruznov       | Trans Narva      | 16  |
| 5   | Argo Arbeiter        | Levadia Maardu   | 14  |
| -   | Vjatšeslav Zahovaiko | Flora Tallinn    | 14  |
| 7   | Dmitry Lipartov      | Trans Narva      | 12  |
| -   | Vladimir Tšelnokov   | Levadia Maardu   | 12  |
| 9   | Enver Jääger         | Tulevik Viljandi | 11  |
| -   | Maksim Rõtškov       | Levadia Maardu   | 11  |
| -   | Kristen Viikmäe      | Flora Tallinn    | 11  |